# Agostinho Calmet
Agostinho Calmet ou Antoine Agustín Calmet (Ménil-la-Horgne, França, 26 de fevereiro de 1672 - Abadia de Senones, França, 25 de outubro de 1757), foi abade de Senones, destacado exegeta francês que escreveu uma "História do Antigo e Novo Testamento e dos judeus", também publicou em 1746 um livro sob o título de "O mundo dos fantasmas", no qual se inclui um ensaio sobre os vampiros, citado por Benito Jerónimo Feijoo e Voltaire.